# 第十届超级碗
第十届超级碗（Super Bowl X）是美国国家橄榄球联盟1975赛季的总决赛，由美联冠军匹兹堡钢人队对阵国联冠军达拉斯牛仔队。比赛于1976年1月18日在迈阿密的橙色碗体育场（Orange Bowl）举行。
最终，匹兹堡钢人队以21-17战胜达拉斯牛仔队，第二次夺得超级碗冠军。外接手林恩·斯万（Lynn Swann）获得最有价值球员称号。